# Norbert Balogh
Norbert Balogh (Hajdúböszörmény, 21 de fevereiro de 1996) é um futebolista profissional húngaro que atua como atacante.

## Carreira
Norbert Balogh começou a carreira no Debrecen.